# Vjačeslav Kazimirovič Viskovskij
Vjačeslav Kazimirovič Viskovskij (Odessa, 1881 – Leningrado, 1933) è stato un regista cinematografico russo.
Il suo film del 1924 Minaret Smerti, l'adattamento di una leggenda del XV secolo realizzato sotto l'egida dell'URSS, instaura per la prima volta il cinema uzbeko facendo conoscere sotto l'aspetto etnologico coloro che popolavano allora la Repubblica Sovietica popolare di Boukhara. L'opera è riportata alla luce nel 2024 in occasione della 43° edizione delle Giornate del cinema muto di Pordenone unitamente a Vtoraya zhena di Mikhail Doronin (1927) che rappresenta ancora un altro sguardo sulla realtà uzbeka coeva.

## Filmografia (parziale)

### Regista
- Kak oni lgut (1917)
- Ljudi znojnych strastej (1917)
- Sotto le macerie dell'assolutismo (Под обломками самодержавия) (1917)
- La donna che inventò l'amore (1918)
- L'ultimo tango[2] (1918)
- Minaret Smerti (Минарет смерти, 1924)
- Il 9 gennaio (1925)
- La terza moglie del mullah (1928)